# علامة لا حدود للسرعة

علامة لا حدود للسرعة

من علامات تحديد السرعة في ألمانيا

علامة لا حدود للسرعة  منطوقها الأصلي بالألمانية "Ende aller Streckenverbote"

وبالإنجليزية "The limits no longer apply"، وهي علامة «انطلاق بلا حدود» إن صح التعبير، ويمكن وصفها على أنها المقابل لعلامة قف، وتعتبر أحد اللاّفتات المرورية لإشارات المرور في ألمانيا، وهي غير مشهورة في العالم، وذلك راجع لاستعمالها المحدود في بعض الطرق السيارة الألمانية، وتعني للسائق حرية الانطلاق في السرعة المتاحة.
وبصيغة أخرى يعني ذلك، أن جميع علامات ضوابط السرعة في الطريق التي تشير إلى علامة لا حدود للسرعة، وتلغى الحدود، أي أن حدود السرعة القصوى أو محددات السرعة الدنيا لم يعد ينطبق في الحيز الذي يشير إلى هذه العلامة.
وهو ما يعرف بعبارة (end of all speed and passing limits الإنجليزية)،
وبالألمانية ب Ende sämtlicher Streckenverbote.

وهي علامة قليلة ومحدودة في بعض الطرق السيارة التي تتميز بقلة السالكين عدا عن التجهيزات الطرقية العالية المستوى من حيث جودة التجهيزات وعرض الطرق السيارة.